# Боженко Вадим Владиславович
Вадим Владиславович Боженко (нар. 25 лютого 1970, с. Филенкове, Чутівський район, Полтавська область, УРСР) — радянський та український футболіст та тренер, виступав на позиції воротаря.

## Клубна кар'єра
Після закінчення школи вступив до Харківського інституту фізкультури.
Дорослу футбольну кар'єру розпочав 1990 році в складі «Зорі» (Карлівка), яка виступала в змаганнях КФК. У професіональних змаганнях дебютував у 21-річному віці, в 1991 році в другій лізі СРСР у складі кременчуцького «Кременя». Після розпаду СРСР почав виступати за «Нафтохімік» (Кременчук), спочатку в аматорських змаганнях, а з літа 1992 року — у другій лізі України. Навесні 1993 року грав за «Титан» (Армянськ), але пізніше повернувся до Кременчука.
На початку 1994 року перейшов у «Темп» (Шепетівка), в його складі провів два матчі у вищій лізі України. Дебютний матч зіграв 12 березня 1994 року проти одеського «Чорноморця», пропустивши два м'ячі (0:2). Потім знову грав за «Нафтохімік», окрім цього, в сезоні 1994/95 років зіграв один матч у вищій лізі Білорусі за «Шахтар» (Солігорськ).
У сезонах 1996-1998 років став основним воротарем клубу «Гірник-Спорт» (Комсомольськ) у другій лізі. Також у сезоні 1997/98 років потрапляв у заявку «Кременя», але жодного матчу не зіграв.
З 1998 року грав на аматорському рівні за клуби України та Росії. Влітку 2004 року ненадовго повернувся в професіонали, зігравши два матчі за «Гірник» (Кривий Ріг).

## Кар'єра тренера
Після закінчення кар'єри гравця тренував дитячі команди в Києві, працював у Київському спортінтернаті, входив у тренерський штаб юнацької збірної України.
У 2009-2010 роках працював тренером воротарів у тернопільській «Ниві», потім у клубі «Фенікс-Іллічовець», однак цей клуб незабаром припинив існування. У 2012-2016 роках обіймав ту саму посаду в клубі «Гірник-Спорт», при цьому в листопаді-грудні 2012 року виконував обов'язки головного тренера. У 2017-2018 роках знову входив у тренерський штаб тернопільського клубу, а в квітні-травні та у вересні-жовтні 2018 року виконував обов'язки головного тренера «Ниви».